# Велики Алаш
Велики Алаш (алб. Hallaç i Madh) је насеље у општини Липљан, Косово и Метохија, Република Србија.

## Географија
Велики Алаш се налази на 567 метара надморске висине, и то на координатама 42° 30′ 15" северно и 21° 05′ 07" источно.

## Демографија
| Етнички састав према попису из 1981.‍ | Етнички састав према попису из 1981.‍ | Етнички састав према попису из 1981.‍ | Етнички састав према попису из 1981.‍ | Етнички састав према попису из 1981.‍ |
| ------------------------------------ | ------------------------------------ | ------------------------------------ | ------------------------------------ | ------------------------------------ |
|                                      |                                      |                                      |                                      |                                      |
| Албанци                              | Албанци                              |                                      | 197                                  | 53,38%                               |
| Срби                                 | Срби                                 |                                      | 172                                  | 46,61%                               |

| Демографија | Демографија | Демографија |
| Година      | Становника  | Становника  |
| ----------- | ----------- | ----------- |
| 1948.       | 321         |             |
| 1953.       | 372         |             |
| 1961.       | 383         |             |
| 1971.       | 379         |             |
| 1981.       | 369         |             |
| 1991.       | 398         |             |